# Wally Lamb

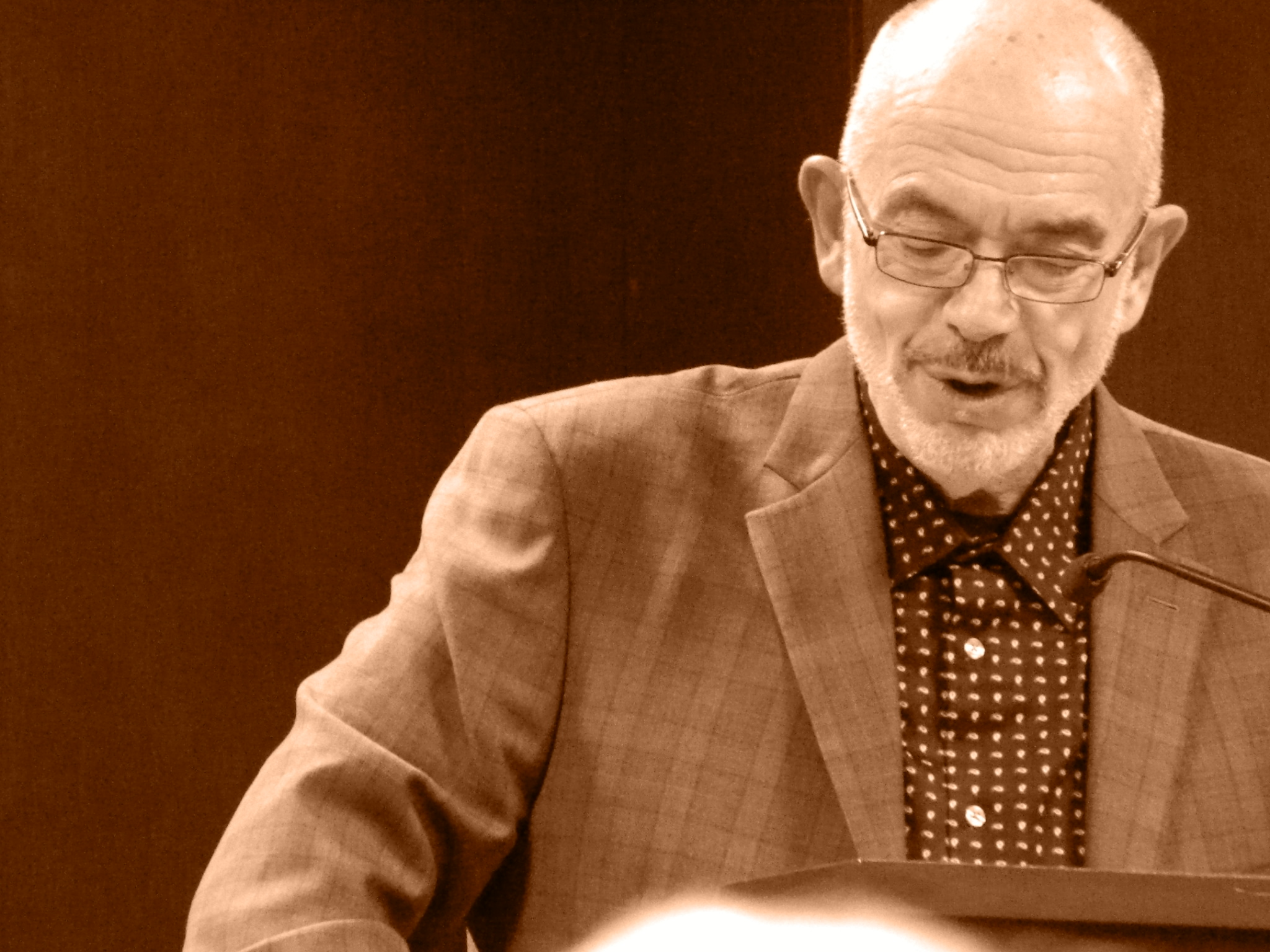
Wally Lamb

Wally Lamb (* 17. Oktober 1950 in Norwich, Connecticut) ist ein US-amerikanischer Schriftsteller, Pädagoge und Dozent.

## Leben
Wally Lamb wuchs in Connecticut auf, studierte zunächst Pädagogik an der University of Connecticut und unterrichtete dann Englisch an einer High School in Norwich. 1981 begann er mit dem Schreiben und schloss auch ein Schreibstudium am Vermont College ab. Später leitete er die Abteilung für Kreatives Schreiben am Department für Englisch an der University of Connecticut. Ab 1999 leitete er Schreibkurse im Frauengefängnis von York, Connecticut. Aus diesen Erfahrungen entstand das Buch Von der Seele geschrieben: Wally Lamb und die Frauen des Hochsicherheitsgefängnisses.
Lamb lebt mit seiner Frau und seinen drei Söhnen in Connecticut, USA.

## Werke
- She's Come Undone, 1992
  - Die Musik der Wale, 2001
- I Know This Much is True, 1998
  - Früh am Morgen beginnt die Nacht, 1999
- Couldn't Keep It To Myself, 2003
  - als Herausgeber: Von der Seele geschrieben: Wally Lamb und die Frauen des Hochsicherheitsgefängnisses York
- Further Testimonies from the Women of York Prison, 2007
  - Ich will weg fliegen
- The Hour I First Believed, HarperCollins, New York 2008
  - Die Stunde, in der ich zu glauben begann, Piper, München 2009, ISBN 978-3-492-25882-1
- Wishin' and Hopin': A Christmas Story, 2009
- We are water, Harper Verlag, New York 2013
- I'll Take You There, 2016, ISBN 978-1-78475-726-7